# HC Naarden
HC Naarden is een Nederlandse hockeyclub uit de Noord-Hollandse plaats Naarden.
De club werd opgericht op 24 april 1987 en speelt op Sportpark De Lunet waar ook een voetbal- (NVC), tennis en rugbyvereniging zijn gevestigd. De club is sinds haar oprichting zeer snel gegroeid en heeft ca. 1950 leden, spelend in de reguliere KNHB jeugd- en senioren competities en in de ZOJECO competitie.
In het seizoen 2017/2018 won het eerste herenteam de KNHB Silver Cup.
In het seizoen 2018/2019 komen zowel het eerste herenteam als het eerste damesteam uit in de Overgangsklasse van de KNHB.